# Poecilocoris
Poecilocoris  (лат.) — род полужесткокрылых (подотряда клопов) из семейства щитников-черепашек.

## Описание
Окраска яркая, металлически-блестящая, с зелёным или синим отливом и красными пятнами на переднеспинки и надкрыльях.

## Систематика
В составе рода:
- Poecilocoris latus
- Poecilocoris lewisi
- Poecilocoris longivestris
- Poecilocoris nepalensis